# Scooby-Doo et la Créature des ténèbres
Série
Scooby-Doo : Du sang froid
(2007) Scooby-Doo et le Sabre du samouraï
(2009)
Pour plus de détails, voir Fiche technique et Distribution.
Scooby-Doo et la Créature des ténèbres (Scooby-Doo and the Goblin King) est un film d'animation américain.
C'est le douzième film de la série de films de Scooby-Doo publiée par Warner Home Video.
Dans la plupart des histoires de Scooby-Doo, les éléments paranormaux se révèlent être des subterfuges, ce qui n'est pas le cas dans ce film.

## Synopsis
Un magicien raté vole les pouvoirs d'une fée. Sammy et Scooby-Doo, informés par Mr Brian Gibbles, doivent réagir au plus vite pour éviter que tout le monde soit transformé en monstre d'Halloween. Sammy et Scooby-Doo prennent au plus vite le train de la mort afin de récupérer le sceptre Goblin avant les 12 coups de Minuit.

## Fiche technique
- Titre : Scooby-Doo et la Créature des ténèbres
- Titre original : Scooby-Doo and the Goblin King
- Réalisation : Joe Sichta
- Scénario : Joe Sichta
- Musique : Thomas Chase
- Montage : Joe Gall
- Production : Joe Sichta
- Sociétés de production : Warner Bros. Feature Animation
- Société de distribution : Warner Home Video
- Pays d'origine :  États-Unis
- Langue originale : anglais
- Format : couleur - 16:9 HD
- Genre : Animation, aventure, comédie horrifique et fantastique
- Durée : 75 minutes
- Dates de sortie :
  - États-Unis : 23 septembre 2008
  - France : 29 octobre 2008

## Distribution

### Voix originales
- Frank Welker : Scooby-Doo / Fred Jones
- Casey Kasem : Sammy Rogers
- Grey DeLisle : Daphné Blake
- Mindy Cohn : Véra Dinkley
- Hayden Panettiere : Fairy Princess Willow
- Wallace Shawn : Mr. Brian Gibbles
- Wayne Knight : Alfonse Krudsky
- Jay Leno : Jack O' Lantern
- Tim Curry : The Goblin King

### Voix françaises
- Eric Missoffe : Scooby-Doo / Sammy Rogers
- Mathias Kozlowski : Fred Jones
- Caroline Pascal : Véra Dinkley
- Barbara Tissier : La princesse des fée Willow
- Joëlle Guigui : Daphné Blake
- Roger Carel : Mr. Brian Gibbles
- Richard Darbois : Alfonse Krudsky

## Commentaires
- Merlin est mentionné par Sammy, quand celui met un chapeau en disant à Scooby-Doo qu'il ressemble à l'illustre Merlin.
- Quand Mr Gibbles est changé en lapin par le magicien Alfonse Krudsky, on peut remarquer qu'il ressemble beaucoup à celui d'Alice au pays des merveilles, notamment quand il dit "Il faut se dépêcher, il est l'heure !"